# Domingo Martínez de Irala (Paraguay)
Domingo Martínez de Irala es un municipio localizado en el sureste del departamento de Alto Paraná. Se encuentra ubicado a unos 57 km de Ciudad del Este y a unos 380 km de la capital Asunción. Es una de las primeras zonas del departamento en que se datan asentamiento poblacional -al igual que Hernandarias-, proviniendo desde el periodo colonial español con abundante presencia nativa. La actividad principal del distrito se basa en la agricultura, aunque también se practica en menor número la pesca.